# Ano Novo, Vida Nova
Ano novo, vida nova é o trigésimo sexto episódio da segunda temporada da série de televisão brasileira de comédia de situação Os Caras de Pau, e o setuagésimo terceiro episódio da série em geral. Foi dirigido por Márcio Trigo, e escrito por Marcius Melhem. O episódio foi originalmente exibido pela Rede Globo em 1 de janeiro de 2012, como parte dos episódios encomendados. O episódio esteve incluso na programação especial da Rede Globo de fim de ano, juntamente com o episódio "Um programa de presente". 

## Enredo
Pedrão (interpretado por Marcius Melhem) conta para Jorginho (interpretado por Leandro Hassum) que fez todas as promessas e simpatias para que eles tenham muita sorte no ano de 2012. E para fechar as comemorações do Ano Novo com chave de ouro, eles decidem estourar um champanhe. Para a surpresa dos dois, a rolha da bebida faz um percurso inacreditável dentro do apartamento da dupla e destrói tudo. O resultado é desastroso e os amigos começam o ano arrumando a bagunça que fizeram. Enquanto fazem uma limpeza na casa, eles relembram situações inusitadas que viveram durante o ano.
Jorginho tentou jogar uma piscina fora, mas Pedrão lembrou da época em que adotou um filho. Outra coisa que o cara de pau não consegue se desfazer foi da sua roupa de Menudo, que o fez relembrar o tempo em que tinha uma banda cover. Com muita insistência, Jorginho consegue convencer o amigo de que era preciso se livrar das coisas antigas para que juto com elas as energias negativas saíssem de suas vidas. Mas para se desfazer de tanta tralha, os dois precisaram suar a camisa e armar um plano perfeito.

## Audiência
Em sua exibição original, o episódio obteve 10 pontos, audiência inferior do episódio exibido anteriormente - intitulado de "Um programa de presente" - que obteve 14 pontos.